# Szondi Lipót
Szondi Lipót, 1911-ig Sonnenschein Lipót (Nyitra, Osztrák–Magyar Monarchia, 1893. március 11. – Küsnacht, Svájc, 1986. január 24.) magyar idegorvos, pszichiáter, a sorsanalízis és a Szondi-teszt megalkotója. Ma leginkább az általa alkotott és a nevét viselő pszichológiai vizsgálati eszközről, a Szondi-tesztről ismerik, holott a 20. század közepe táján viszonylagos ismertségre tett szert Európában mint a mélylélektan tudósa, elsősorban mint a sorsanalitikus ösztönrendszer nevű elmélet kidolgozója. Ezen elmélet ma már leginkább csak „tudományos műemlék”, azonban az elmélet hozadékaként született Szondi-teszt (eredeti nevén: „kísérleti ösztöndiagnosztika”) ma is elterjedt eszköz a magyar klinikai pszichológiai gyakorlatban. Fia, Szondi Péter (1929-1971), irodalomtudósként szintén kiemelkedő hírnévre tett szert.

## Életpályája
A családom Szlovákiából származik, amely ebben az időben Magyarországhoz és így az Osztrák-Magyar Monarchiához tartozott. 1893. március 11-én születtem Nyitrán, apám tizenkettedik és anyám (apám második felesége) nyolcadik gyermekeként. Apám (1837-1911) zsidó volt, foglalkozására nézve cipész, ám főként zsidó írások tanulmányozásának szentelte életét. Mikor ötéves voltam (1898), a család Budapestre települt át, ahol a felnőtt fiú- és lánygyermekek tartották el a családot, miközben az apám napról napra hajnali öt órai kezdettel olvasta héber könyveit, vagy, mint autodidakta segédrabbi – többnyire a nagy ünnepnapokon – istentiszteleteket vezetett. Ebben a környezetben apám vallásos emberré nevelt. Mégis, más tényezőknek is szerepet kellett játszaniuk, mivel a nyolc fiúgyermekből egyedül én voltam az, aki haláláig mindig elkísérte őt a templomba. Mikor meghalt, tizennyolc éves voltam, épp az érettségi előtt. A zsidó szokások szerint egy teljes évig mondtam a kaddisnak nevezett halotti imát hajnalban és este, hangosan, a közösség előtt. Ebben az évben „kebelezte be” az énem az apámat. Ezek a mély nyomok irányítottak később tudományos munkáimban – még akkor is, amikor a zsidó vallás dogmatikus szokásait már feladtam. Továbbra is zsidó és hívő maradtam. A hitfunkció szerepe a sorsanalízisben valószínűleg szorosan összefügg az apai neveltetéssel.
1911-ben a zuglói Szent István Gimnáziumban érettségizett. Orvosi pályára lépett, az első világháborúban katonaorvosként szolgált. Pályakezdő éveit az Apponyi Poliklinikán és a Gyógypedagógiai Pszichológiai Laboratóriumban Ranschburg Pál mellett töltötte. 1927-ben Ranschburg Pál és Tóth Zoltán javaslatára a Gyógypedagógiai Tanárképző Főiskolán akkor létesített Gyógypedagógiai Kórtani és Gyógytani Laboratórium vezetésére kapott megbízatást. A Vallás- és Közoktatásügyi Minisztérium (VKM) 1940. december 31-i hatállyal indoklás nélkül, de köztudottan a zsidótörvények következményeként felmentette állásából. Ezután 1944. június 30-án a Kasztner-vonattal elhagyta Magyarországot, majd 1944. december 7-én a bergen-belsen-i táborból családjával együtt Svájcban kapott menedékjogot. Negyedszázados magyarországi munkásságának idején alkotta meg világhírű tesztjét, a Szondi-tesztet.
Ranschburg Pál elmeorvos asszisztenseként endokrinológiai, alkattani és örökléstani kutatásokban vett részt, gyengeelméjű gyerekeket kezdett vizsgálni a „biológiai szélsőséges variánsok” szempontjából. Már akkor folyamatosan közölte eredményeit külföldön is. A kapott önálló kutatási lehetőségekkel élve a „Szondi-laboratórium” és népes, kitűnő kutatócsoportja hamarosan ismertté vált. A különböző fogyatékosokkal és elmebetegekkel végzett genetikai, kapillármikroszkópiai, ösztönkórtani vizsgálatok, az alkat-, iker- és családfakutatások vezettek el a teszt megalkotásához és az ún. „multidimenzionális konstitúcióanalízis” elméletének kidolgozásához. Az 1930-as években Szondi Lipót és munkatársai itthon és külföldön egyaránt érdeklődést keltettek közleményeikkel. Szondi Lipót ebben az időszakban a magyar gyógypedagógia elméletének alakításához is hozzájárult. Erősítette és gazdagította a Ranschburg Pál, Tóth Zoltán és Vértes O. József által képviselt, akkor előtérben álló gyógypedagógiai irányzatot. A konstitucionális emberszemlélet alapján álló „konstitucionális gyógypedagógiáról” szólt és a további kutatási irányokat és tennivalókat is meghatározta. Ma is érdeklődésre tarthatnak számot a neurotikus, kriminális vagy más okból nehezen nevelhető gyermekek és fiatalok eseteiben a nevelő, Szondi szavaival: a „lelki-karó” megválasztásával kapcsolatos megállapításai. Azt tapasztalta, hogy „A nevelés eredménye várakozáson felül jó volt, ha a nevelő és a nevelt kísérletileg megállapított ösztönalkata (ösztöncsoportja) egymásnak 'megfelelt'.”
Tudósi pályája és nemzetközi elismertsége 40 éven át tartó svájci munkássága idején teljesedett ki. Zürichben telepedett le véglegesen, ott alakult ki körülötte a szintén népes és kitűnő tagokból álló Szondi-kör, és intézményesedett a kísérleti ösztöndiagnosztika és a sorspszichológia mint elmélet, praxis és képzés egyaránt. 1947-ben megalakította a Kísérleti Ösztöndiagnosztikai és Sorsanalitikai Munkaközösséget, 1958-ban létrejött a Sorspszichológiai Nemzetközi Kutatási Központ, 1961-ben a Szondi Intézet (Stiftung-Szondi-Institut).

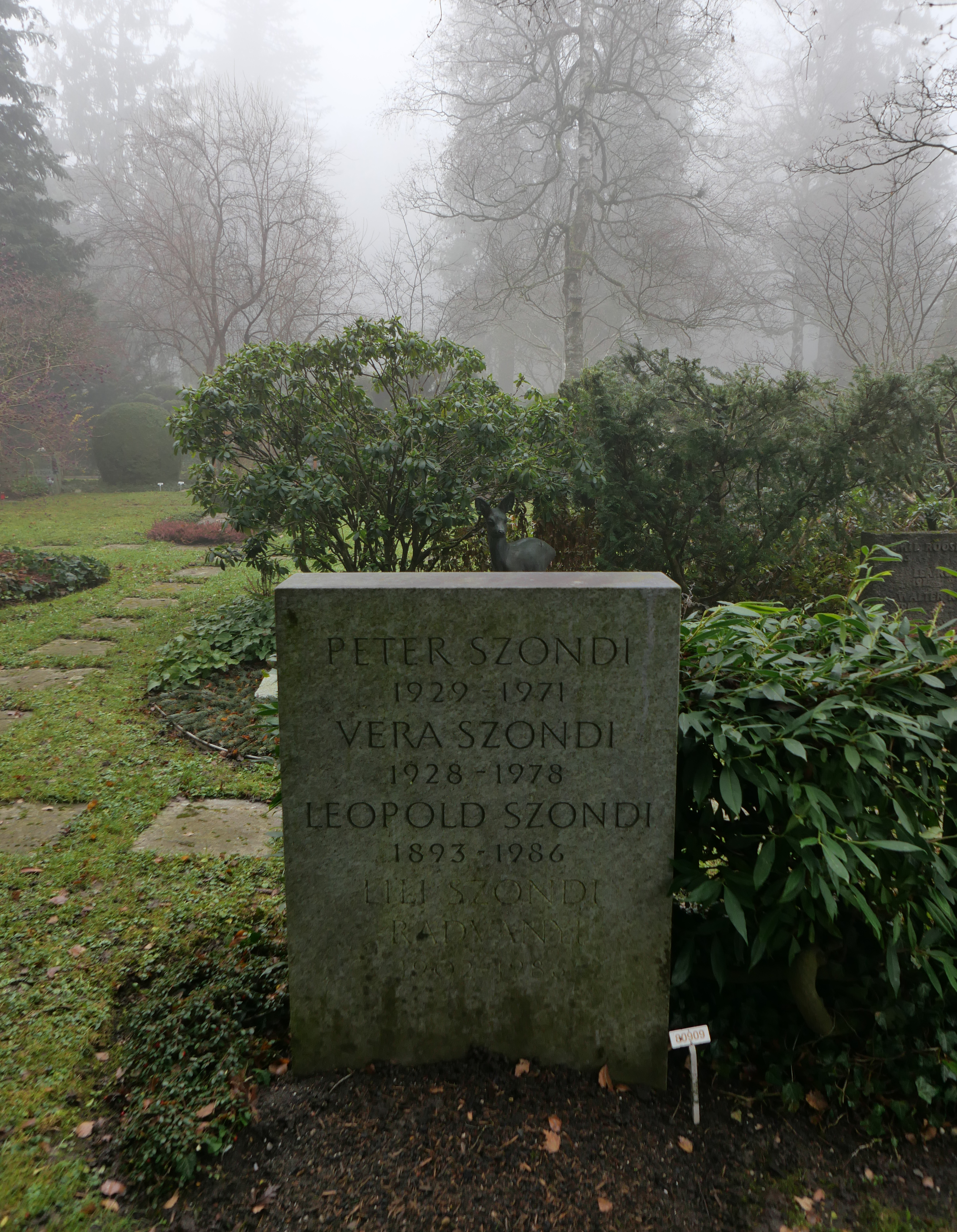
A családi sír.

Szondinak zürichi alkotó évei alatt több mint 20 jelentős műve jelent meg (német, francia, angol nyelven). Közülük (1987-ben) kettőt (egy kötetben) magyarul is kiadtak. (Kain, Gestalten des Bösen. Bern, 1969. és Moses. Antwort auf Kain. Bern, 1973.) Szondi Lipót még életében megkapta a méltó elismerést. Széles tanítványi köre a világ minden tájáról rendszeresen felkereste és továbbvitte tanításait és hírnevét. 1981-ben a Sorbonne díszdoktorává fogadta.
Szondi a zürichi Fluntern temetőben talált végső nyughelyére. A sírban nyugszik felesége, Radványi Ilona „Lili” Lívia (1902-1986), fiuk Péter és Vera (1928-1978) orvos lányuk is.

## Szervezetek
Szondi Lipót és a sorsanalízis szellemi örökségét több nemzetközi és magyar szervezet gondozza napjainkban is. Ezek közül a legfontosabbak:
- Szondi Intézet (Zürich) - https://szondi.ch
- Nemzetközi Szondi Társaság (ISA/SIS/ISG) (Zürich) - https://szondiassociation.org
- Dr. Szondi Lipót Emlékalapítvány (Budapest) - https://szondialapitvany.hu

## Emlékezete Magyarországon
Halála után 1986 decemberében az „Örökletes Ártalmak Társadalmi Megelőzése” Módszertani Központ (Budapest) szobrot állított emlékének. A Szondi Lipót Emlékalapítvány (Budapest) születésének centenáriumán ünnepi nemzetközi tudományos ülést rendezett (1993. április 14-17.). A Szondi-laboratórium helyén (Budapest, VIII., Mosonyi u. 6.) a résztvevők emléktáblát helyeztek el.

## Művei, magyar fordítások
- Schwachsinn und innere Sekretion; Novák, Bp., 1923 (Abhandlungen aus den Grenzgebieten der inneren Sekretion)
- A fogyatékos értelem; Magyar Gyógypedagógiai Társaság, Bp., 1925 (Gyógypedagógiai könyvtár U. S.)
- A növés zavarai és a belső secretio; Novák, Bp., 1926
- Az értelmi fogyatékosságok kezelésének újabb utairól; Novák, Bp., 1927
- Magyar anthropometriai normák. Első sorozat: az iskolás gyermek testi méretei 6-13 éves korig; Novák, Bp., 1929
- Die Revision der Neurastheniefrage. Die klinische und pathogenetische Neuorientierung zum Neurasthenieproblem; Novák, Bp.– Leipzig 1930
- Constitutioanalysis és értelmi fogyatékosság; Globus Nyomda, Bp., 1931 (Beszámoló az Állami Gyógypedagógiai Kórtani és Gyógytani Laboratorium tudományos működéséről)
- Konstitutionsanalyse psychisch abnormer Kinder. Fünf Vorlesungen; Marhold, Halle, 1933 (Konstitutionalystische Beiträge zur Psychiatrie des Kindesalters 2. Folge)
- A családkutatás és ikerkutatás módszertani elemei. Három előadás; Árpád Nyomda, Kalocsa, 1935 (Országos Stefánia Szövetség az anyák és csecsemők védelmével államilag megbízott szervezet kiadványai)
- Az örökléstan jelentősége a gyakorlatban; Admiral Nyomda, Bp., 1936
- Ösztön és nevelés. Ösztöndiagnosztikai kísérletek ikreken; Mérnökök Nyomda, Bp., 1940 (Közlemény a Sorsanalitikus Szemináriumból)
- Az ember meghatározása az ösztönök tapasztalatai rendszerében; Diószegi, Bp., 1942 (Előadások a kisérleti ösztöndiagnosztika köréből)
- Az én kisérleti elemzése; Diószegi, Bp., 1943 (Előadások a kisérleti ösztöndiagnosztika köréből)
- Módszertan és ösztöntan; Diószegi, Bp., 1943 (Előadások a kisérleti ösztöndiagnosztika köréből)
- Schicksalsanalyse. Wahl in Liebe, Freundschaft, Beruf, Krankheit und Tod. Erbbiologische und psychohygienische Probleme; Schwabe, Basel, 1944 (Psychohygiene Wissenschaft und Praxis)
- Schicksalsanalyse 2. Experimentelle Triebdiagnostik; Huber, Bern, 1947
- Szondi Lipót; vál., sajtó alá rend., bev., jegyz. Gyöngyösiné Kiss Enikő; Új Mandátum, Bp., 1999 (Magyar panteon)
- A Szondi-teszt. A kísérleti diagnosztika tankönyve; németből ford. Böhm Gábor, Sándorfi Edina, Molnár Mariann; Hatodik Síp–Új Mandátum, Bp., 2002